# American University in Bulgaria
American University in Bulgaria (AUBG) este o universitate privată, selectivă, cu model educațional de arte liberale, situată în Blagoevgrad, Bulgaria, și construită după modelul american. Fondată în 1991, are peste 1,000 de studenți din 30 de țări din  Europa de Est, fostul spațiu sovietic, Statele Unite ale Americii, etc. Limba de lucru de la AUBG este engleza. Misiunea universității este aceea de a "educa studenți cu un potențial extraordinar într-o comunitate de excelență academică, diversitate și respect, și de a-i pregăti pentru leadershipul democratic și etic, pentru a deservi necesitățile regionale și mondiale."
Diplomele acordate de AUBG sunt recunoscute atât în Bulgaria, cât și în Statele Unite ale Americii. AUBG primește acreditarea în Statele Unite de la New England Association of Schools and Colleges. Universitatea are 73 de profesori, dintre care un sfert sunt americani, iar cei mai multi dintre ceilalți vin din Bulgaria. Mai puțin de jumătate dintre studenți provin din Bulgaria, iar ceilalți vin din țări vecine precum România, Moldova, Albania, Kosovo, Serbia, și Macedonia precum și din fosta URSS și Mongolia.